# International Championship
La International Championship (en los últimos años llamada oficialmente: TD Bank International Cycling Championship) fue una carrera ciclista profesional de un día estadounidense que se disputaba en la ciudad de Filadelfia (Pensilvania) y sus alrededores, a principios del mes de junio. Estaba dentro del llamado Pro Cycling Tour que incluía una prueba femenina profesional y otra masculina junior ese mismo día.
Desde sus inicios, en 1985, la carrera fue tomada como el campeonato nacional de ruta, coronándose campeón el estadounidense mejor ubicado con lo cual era llamada también USPRO Championship. A partir de 2006 el campeonato de ruta se comenzó a realizar por separado y la International Championship (Philadelphia International en esos años) pasó a integrar el circuito profesional del UCI America Tour en la categoría 1.HC (máxima categoría de los Circuitos Continentales UCI), siendo la carrera de un día más importante de todas las que se celebraban profesionalmente en América. Hasta 2008 era la última de una serie de tres patrocinadas por el Commerce Bank y denominada Triple Corona, que también integraban la Lancaster Classic y la Reading Classic.
En 2013 hubo una disputa entre los organizadores y el gobierno de la ciudad por deudas impagadas, lo que llevó a que la carrera fuera cancelada. Finalmente, con nuevos organizadores y bajando a la categoría 1.2 (última del profesionalismo), la prueba se corrió en la misma fecha y similar circuito con el nombre oficial de The Philadelphia Cycling Classic.
A lo largo de la historia tuvo diferentes denominaciones, que fueron cambiando dependiendo de las fusiones y adquisiciones bancarias de las empresas patrocinadoras:
- Core States (1985-1998)
- First Union USPRO Championships (1998-2002)
- Wachovia (2002-2005)
- Wachovia Cycling Series-Philadelphia (2006)
- Commerce Bank International Championship (2007)
- Commerce Bank Philadelphia International Championship (2008)
- Philadelphia International Championship (2009-2010)
- TD Bank International Cycling Championship (2011-2012)

La carrera llegó a tener un kilometraje aproximado de 250 km (aunque en 2006 fueron 230 km) siempre con inicio y final en Filadelfia, pero en los últimos 2 años se ha reducido a poco más de 190 km.

## Liberty Classic
Desde 1994 hasta 2012 se disputaba también la Liberty Classic (también llamada: TD Bank Philadelphia International Championship Womens Liberty Classic o Women´s Liberty Classic), que es un Philadelphia International para corredoras femeninas, también profesional, de hecho se disputa el mismo día que esa.
Esta nunca fue válida como Campeonato de Estados Unidos en Ruta, pero si ha tenido varios nombres dependiendo de su patrocinador, Desde 1998 hasta 2001 fue puntuable para la Copa del Mundo femenina, después fue de categoría 1.9.1 renombrándose esa categoría en 2005 por la 1.1 manteniendo la carrera dicho status; además desde el 2009 también es puntuable para el USA Cycling National Racing Calendar.
Tenía unos 160 km menos en su trazado (unos 90 km) respecto a la Philadelphia International aunque similares características que esa.

## Palmarés
| Año                                                            | Ganador               | Segundo              | Tercero            |
| -------------------------------------------------------------- | --------------------- | -------------------- | ------------------ |
| CoreStates USPRO Championships                                 |                       |                      |                    |
| 1985                                                           | Eric Heiden           | Jesper Worre         | Jens Veggerby      |
| 1986                                                           | Thomas Prehn          | Jørgen Marcussen     | Doug Shapiro       |
| 1987                                                           | Tom Schuler           | Cesare Cipollini     | Roy Knickman       |
| 1988                                                           | Roberto Gaggioli      | Dag Otto Lauritzen   | Ron Kiefel         |
| 1989                                                           | Greg Oravetz          | Mike Engleman        | Alexi Grewal       |
| 1990                                                           | Paolo Cimini          | Laurent Jalabert     | Kurt Stockton      |
| 1991                                                           | Michel Zanoli         | Davis Phinney        | Phil Anderson      |
| 1992                                                           | Bart Bowen            | Andrzej Mierzejewski | Roberto Pelliconi  |
| 1993                                                           | Lance Armstrong       | Gianluca Pierobon    | Graeme Miller      |
| 1994                                                           | Sean Yates            | Bruno Boscardin      | Brian Walton       |
| 1995                                                           | Norman Alvis          | Maurizio Di Pasquale | Clark Sheehan      |
| 1996                                                           | Eddy Gragus           | Roberto Gaggioli     | Fred Rodriguez     |
| 1997                                                           | Massimiliano Lelli    | Scott McGrory        | Angelo Canzonieri  |
| First Union USPRO Championships (1.2)                          |                       |                      |                    |
| 1998                                                           | George Hincapie       | Massimiliano Mori    | Tomáš Konečný      |
| 1999                                                           | Jakob Piil            | Brian Walton         | Harm Jansen        |
| 2000                                                           | Henk Vogels           | Fred Rodriguez       | Nicolaj Bo Larsen  |
| 2001                                                           | Fred Rodriguez        | Trent Klasna         | George Hincapie    |
| 2002                                                           | Mark Walters          | William-Chann McRae  | Danny Pate         |
| Wachovia USPRO Championships (1.2 en 2003-2004, 1. HC en 2005) |                       |                      |                    |
| 2003                                                           | Stefano Zanini        | Uroš Murn            | Julian Dean        |
| 2004                                                           | Francisco Ventoso     | Antonio Bucciero     | Gordon Fraser      |
| 2005                                                           | Chris Wherry          | Danny Pate           | Christopher Horner |
| Wachovia Cycling Series - Philadelphia (1.HC)                  |                       |                      |                    |
| 2006                                                           | Gregory Henderson     | Iván Domínguez       | Oleg Grishkine     |
| Commerce Bank International Championship (1.HC)                |                       |                      |                    |
| 2007                                                           | Juan José Haedo       | Matthew Goss         | Bernhard Eisel     |
| 2008                                                           | Matti Breschel        | Kirk O'Bee           | Fred Rodriguez     |
| Philadelphia International Championship (1.HC)                 |                       |                      |                    |
| 2009                                                           | André Greipel         | Gregory Henderson    | Kirk O'Bee         |
| 2010                                                           | Matthew Goss          | Peter Sagan          | Alexander Kristoff |
| 2011                                                           | Alex Rasmussen        | Peter Sagan          | Robert Förster     |
| 2012                                                           | Alexander Serebryakov | Aldo Ino Ilešič      | Fred Rodriguez     |

## Palmarés por países
| País           | Victorias |
| -------------- | --------- |
| Estados Unidos | 11        |
| Italia         | 4         |
| Dinamarca      | 3         |
| Australia      | 2         |
| Alemania       | 1         |
| España         | 1         |
| Argentina      | 1         |
| Reino Unido    | 1         |
| Países Bajos   | 1         |
| Canadá         | 1         |
| Nueva Zelanda  | 1         |
| Rusia          | 1         |